# Puers-Saint-Amand
Ne doit pas être confondu avec la Saint-Amand-lez-Puers qui est une section de cette commune.
Puers-Saint-Amand,,,, Puurs-Sint-Amands en néerlandais, est une commune de la province belge d'Anvers qui existe depuis le 1er janvier 2019. Elle est formée par la fusion de Puers et Saint-Amand.

## Sections de la commune
| # | Section     | Superf. (km²) | Habitants (2020) | Habitants par km² | Code INS Avant 2019 | Code INS Depuis 2019 |
| - | ----------- | ------------- | ---------------- | ----------------- | ------------------- | -------------------- |
| 1 | Puurs       | 11,94         | 9.149            | 766               | 12030A              | 12041A               |
| 2 | Ruisbroek   | 9,00          | 5.037            | 559               | 12030B              | 12041B               |
| 3 | Breendonk   | 6,44          | 2.948            | 458               | 12030C              | 12041C               |
| 4 | Liezele     | 6,51          | 1.773            | 272               | 12030D              | 12041D               |
| 5 | Saint-Amand | 6,27          | 4.008            | 639               | 12034A              | 12041A               |
| 6 | Oppuurs     | 4,79          | 2.069            | 432               | 12034B              | 12041B               |
| 7 | Lippelo     | 4,19          | 1.157            | 276               | 12034C              | 12041C               |

## Histoire
La commune a été formée par la fusion de Puers et Saint-Amand. Le 18 septembre 2017, la fusion a été approuvée par les deux conseils communaux. Un peu plus tard, c'était le nouveau nom de la commune qui est adoptée. Ce nouveau nom, et la fusion définitive sont votées le 20 novembre 2017,,,,.
La commune abrite le village de Breendonck, célèbre pour son fort, utilisé comme camp de concentration par les Nazis et un des  deux grands lieux de mémoire de la Belgique. Celui-ci se trouve en fait sur le territoire de la commune voisine de Willebroeck.
On y trouve également la Brasserie Duvel et Pfizer qui y produit le vaccin contre la Covid-19. Le premier vacciné de Flandre a été vacciné dans une maison de repos de Puers-Saint-Amand.

## Héraldique
Le blason de Puers-Saint-Amand :
|  | Les nouvelles armoiries reprennent des éléments des armoiries des deux anciennes communes. Blasonnement : Parti en 1. de gueules à une barre inclinée de deux rangées d'argent et de sable, en 2. en argent un coq de sable qui avance, à la bouche, barbu, peigné et planté de gueules. En 3 de sable au lion d'argent, griffu, langué et couronné d'or. En 4. 1. et 4. d'argent à trois traverses de gueules 2. et 3. d'argent à trois barres de gueules, les deux dans la tête de bouclier évitée 3. L'écu placé devant une courbe en or. Porte-boucliers: à droite, une statue de saint Pierre avec diadème, à gauche un Saint-Amands tenant une église à droite et à gauche un bâton d'évêque, tous deux en or. Source du blasonnement : |

Sont repris ici les blasons des communes fusionnées Puers et Saint-Amand.
|  | Les armoiries de Puers lui avaient été octroyées le 3 décembre 1984. Puers n'avait jamais eu d'armoiries avant 1984 mais utilisait un sceau qui montrait seulement les supports actuels, mais pas d'écu. Les nouvelles armoiries montraient au premier et au quatrième quartier les armoiries de l’ordre des Cirsterciens. Les villages de Puers et de Breendonk ont été acquis en 1278 par l'abbaye Saint-Bernard d'Hemiksem. L'abbaye a possédé les villages jusqu'à la fin du XVIIIe siècle. La barre à damier est prise dans les armoiries de l'abbaye et de l'ordre. Le deuxième quartier montre les armoiries de la famille Croÿ. Il représente les villages de Malderen, Liezele et Lippelo qui appartenaient à une branche de la famille Croÿ pendant plusieurs siècles. Le coq au troisième quartier est pris dans les armoiries de Ruisbroek. Les supports, qui n'étaient pas correctement décrits sur l'ancien sceau, sont Saint Pierre, saint patron de la paroisse de Puers et un abbé représentant l'abbaye. Blasonnement : Parti en 1. et 4. de gueules à une barre inclinée de deux rangées d'argent et de sable, en 2. 1. et 4. d'argent à trois traverses de gueules 2. et 3. d'argent à trois barres de gueules, les deux dans la tête de bouclier évitée 3. en argent un coq de sable qui avance, à la bouche, barbu, peigné et planté de gueules. L'écu placé devant une courbe en or. Porte-boucliers: à droite, une statue de saint Pierre avec diadème, à gauche, une figure de moines, la tête nue, une crosse à la main droite, tous deux en or. (Traduction libre) Source du blasonnement : Heraldy of the World. |

|  | La commune Saint-Amand possédait des armoiries qui lui avaient été octroyées le 15 février 1855 et modifiées le 7 mai 1985. Le sceau le plus ancien du conseil communal date du XVIIIe siècle et montre les armoiries complètes des ducs et des princes de Bournonville. En 1855, le conseil adopta le lion, mais à la place de la couronne et du manteau ducal, le buste du saint patron local fut ajouté. Le dragon est le symbole de Saint-Amand qui, selon la légende, a tué un dragon. Le lion des anciennes armoiries provient des armoiries des ducs et des princes de Bournonville. En 1588, le domaine et le village de Saint-Amand devinrent la propriété de Marie-Christine van Egmont, duchesse de Bournonville. Le domaine est resté en possession de la famille jusqu'en 1776. Dans les nouvelles armoiries, le lion est combiné aux armes d'Oppuers dans la moitié supérieure gauche et la moitié inférieure gauche représente l'ancienne municipalité de Lippelo. L'image de Saint Amand a également été changée en une composition plus correcte. Blasonnement : Parti en 1 de sable au lion d'argent, griffu, langué et couronné d'or 2. croisé a. d'argent à trois roses de sable nouées et pointues d'or b. entouré de six pièces d'or et d'azur avec un ourlet de gueules, chargé de huit roses d'argent. L'écu placé devant un Saint-Amand de couleur naturelle, tenant une église à droite et à gauche un bâton d'évêque, tous deux d'or, et se tenant sur un dragon incliné de sinople, griffu et de gueules. (Traduction libre) Source du blasonnement : Heraldy of the World. |

## Administration

### Liste des bourgmestres successifs
Pour les bourgmestres précédents voir Puers et Saint-Amand.
| Portrait            | Identité                                  | Période          | Période | Durée | Étiquette                       |
| Portrait            | Identité                                  | Début            | Fin     | Durée | Étiquette                       |
| ------------------- | ----------------------------------------- | ---------------- | ------- | ----- | ------------------------------- |
| Koen Van den Heuvel | Koen Van den Heuvel (né le 1er août 1964) | 1er janvier 2019 |         |       | Christen-Democratisch en Vlaams |

### Résultats des élections
| Parti              | Parti              | 14-10-2018 | 14-10-2018 |
| Votes et sièges    | Votes et sièges    | %          | 29         |
| ------------------ | ------------------ | ---------- | ---------- |
|                    | CD&V-teamkoen      | 51,7       | 17         |
|                    | KR8!               | 11,2       | 3          |
|                    | KR8!               | 11,2       | 3          |
|                    | Vlaams Belang      | 10,5       | 2          |
|                    | N-VA               | 17,6       | 5          |
|                    | Groen              | 8,9        | 2          |
| Total des votes    | Total des votes    | 18.886     | 18.886     |
| Pourcentage %      | Pourcentage %      | 93,4       | 93,4       |
| Blanc et invalide% | Blanc et invalide% | 2,7        | 2,7        |

## Démographie

### Évolution démographique
Graphe de l'évolution de la population de la commune (la commune de Puurs étant née de la fusion des anciennes communes de Puers, de Breendonk, de Liezele et de Ruisbroek, celle de Saint-Amand, de Lippelo et de Oppuers, les données ci-après intègrent les huit communes dans les données avant 1977).
- Source : DGS - Remarque: 1831 jusqu'à 1981=recensement; depuis 1990=nombre d'habitants chaque 1er janvier[17]